# Ricotta di pecora
La ricotta di pecora è una ricotta che viene prodotta con latte ovino secondo un procedimento tradizionale. È un prodotto tipico della Sicilia, e prodotta anche in Sardegna, Campania, Lazio e altre regioni dell'Italia meridionale.
La ricotta di pecora rientra nell'elenco dei prodotti agroalimentari tradizionali (PAT) della Sicilia, stilato dal ministero delle politiche agricole e forestali (Mipaaf).
È un prodotto largamente utilizzato nella cucina siciliana, in particolare nei dolci.

## Descrizione

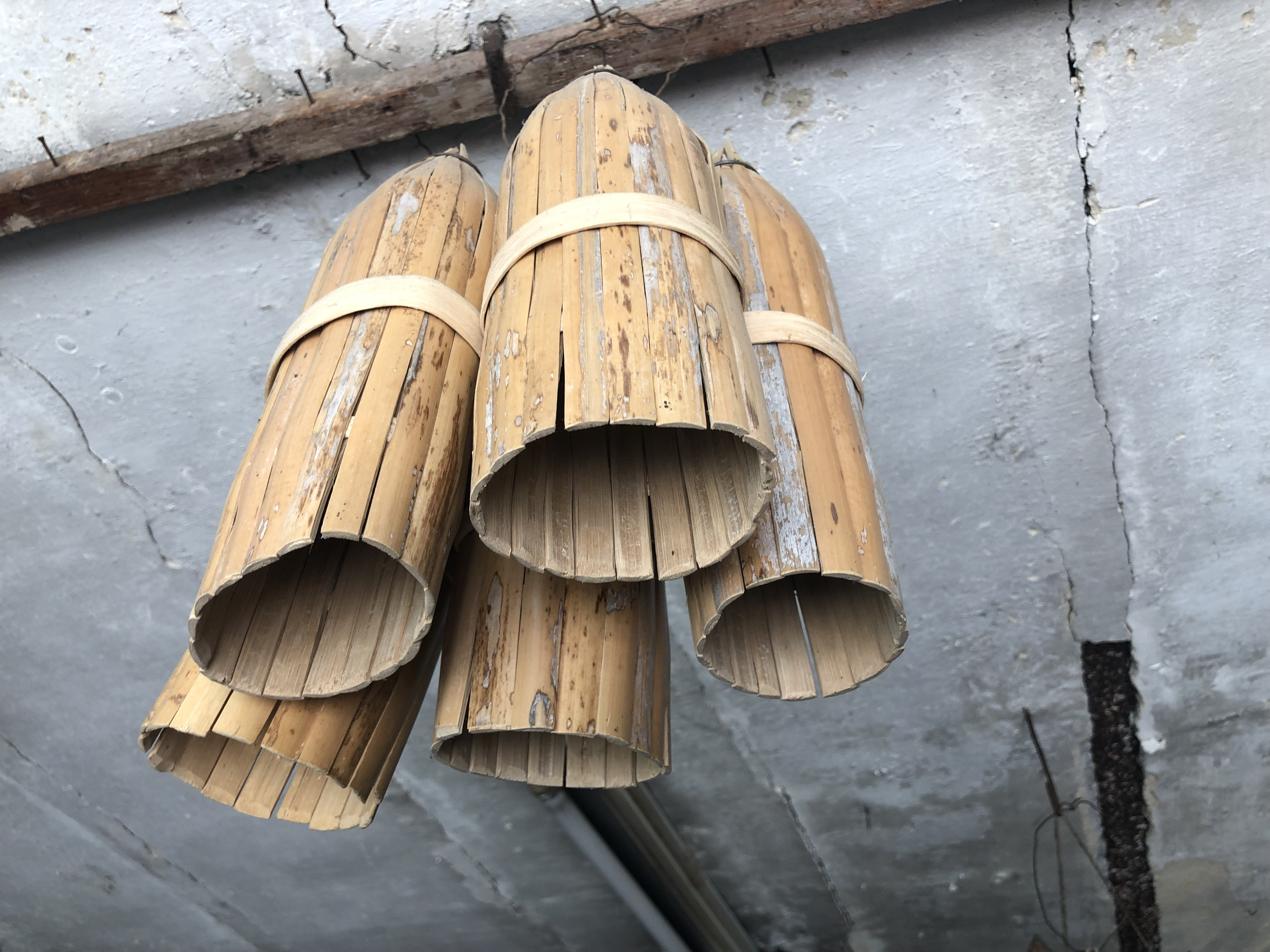
Cavagne ormai in disuso

Viene prodotta con siero di latte di pecora, latte ovino, sale, ottenuta dall'ebollizione del siero del formaggio.
Appena prodotta viene raccolta in contenitori, un tempo di vimini (fascedde) o in piccoli contenitori fatti di cannucce e legati con giunchi (cavagne). Oggi si usano contenitori di plastica che simulano quelli d'un tempo, ma più igienici.